# Гретем
Гретем (нім. Grethem) — громада в Німеччині, розташована в землі Нижня Саксонія. Входить до складу району Гайдекрайс. Складова частина об'єднання громад Альден.
Площа — 16,35 км2. Населення становить 639 ос. (станом на 31 грудня 2021).